# Maria Carbone
Maria Carbone (Castellammare di Stabia (Campania), 15 de juny, 1908 - Roma (Laci), 28 de desembre, 2002), va ser una cantant d'òpera (soprano) i professora de cant italiana.
Carbone va començar a estudiar medicina, però alhora va prendre classes de cant amb Agostino Roche al Conservatori San Pietro a Majella de Nàpols. El 1930 va debutar al Teatre San Carlo com a Margherita a l'òpera Mefistofele d'Arrigo Boito. Després d'actuacions a Torí i Roma, va emprendre una gira de concerts per Holanda el 1933.
El 1936 va debutar al Teatro alla Scala com Giorgetta a Il tabarro de Giacomo Puccini. Els anys següents hi va actuar, entre d'altres: a Maria Egiziaca d'Ottorino Respighi, La fanciulla del West de Puccini i Debora e Jaele i Fra Gherardo d'Ildebrando Pizzetti. Els seus papers més destacats van ser els papers principals a Salomé i Elektra de Richard Strauss. El 1938 va participar a l'estrena de l'òpera Antonio e Cleopatra de Gian Francesco Malipiero a Roma.
Carbone va actuar com a convidat, entre d'altres: a Sud-amèrica, Alemanya, Bèlgica, Noruega i Suïssa. El seu repertori incloïa més de 170 papers, amb un interès particular per les òperes veristes. Va abandonar la seva carrera teatral el 1953. A partir del 1950 va ensenyar primer al Conservatori Giuseppe Verdi de Milà, després al Conservatori de Venècia i finalment va donar classes particulars a Torí. Entre els seus alumnes hi havia: Maria Chiara, Renzo Casellato, Benito di Bella i Seta del Grande.